# 羅文謨

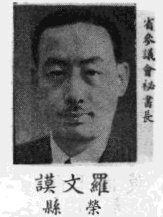
羅文謨

羅文謨（1902年—1951年）字静盒，号双清馆主，四川荣县人。中華民國书画家、美术活动家和政治人物。曾任中華民國四川省参议会秘書長。

## 生平
羅文謨1924年加入中國國民黨，1925年毕业于上海美术专科学校，师从刘海粟。同年任中国国民党上海市第三区党部执行委员，不久返回四川。历任成都美术专科学校、四川第一师范等校教师、蜀艺社社长、四川美术协会常务理事等职，並兼任《四川日报》、《现代日报》、《白日新闻》主笔及总编。1929年至1932年任中國國民黨四川省党务指导委员会秘兼民訓處主任。1934年任国民政府军事委员会北平分会政训处中校秘书，後升為駐武漢辦事處上校主任。1937年出任中国国民党四川省党部书记长。1939年4月29日任四川省臨時参议会秘书长。1945年11月出任中国国民党四川省执行委员会委员。其间兼任国立中央大学、燕京大学、华西大学等校艺术救授。1945年12月，四川省臨時参议会改組為四川省参议会，羅文謨繼續擔任秘書長直至成都被中國人民解放軍攻佔。1946年出任三民主义青年团第二届中央团部候补监察委员。1947年7月出任中国国民黨第六届中央执监委员会候补中央监察委员。1947年12月當選行憲國民大會代表。1948年当选第一届国民大会四川省代表。1951年在荣县逝世。